# Mobilità militare
     Paesi partecipanti
     Paesi osservatori

Stato coordinatore
Paesi partecipanti
Paesi osservatori

La mobilità militare è uno dei primi progetti lanciati nell'ambito della Cooperazione strutturata permanente (PESCO) nell'ambito della difesa dell'Unione europea (UE). È colloquialmente definito "Schengen militare" in quanto ispirato all'area Schengen dell'UE, ma pensato per aiutare la libera circolazione di unità e risorse militari in tutta Europa attraverso la rimozione delle barriere burocratiche e il miglioramento delle infrastrutture.

## Contesto
La zona è stata proposta dal comandante dell'esercito degli Stati Uniti in Europa, il tenente generale Ben Hodges, che ha fatto alcuni progressi iniziali attraverso la NATO, ma persistevano problemi come i controlli dei passaporti e le debolezze nei collegamenti di trasporto che non possono accogliere grandi veicoli militari. Nel 2017 Jeanine Hennis-Plasschaert, ministro della Difesa olandese, ha proposto un accordo ispirato a quello di Schengen per la mobilità militare come parte della struttura PESCO; questa proposta ha guadagnato terreno e suscitato crescente consenso a seguito della Brexit e delle pressioni geopolitiche.
La mobilità militare è stata selezionata come progetto PESCO a causa del suo basso costo e dello scarso disaccordo politico sull'argomento. Infatti è stato l'unico tra tutti i progetti PESCO cui al momento del lancio quasi tutti gli stati partecipanti alla cooperazione hanno deciso di aderire. L'accordo è progettato per funzionare sia con le operazioni della NATO che con quelle dell'UE, per garantire che "le unità e le attrezzature siano nel posto giusto al momento giusto, indipendentemente dal fatto che siano dispiegate in un contesto dell'UE o della NATO".
La Commissione europea ha dato seguito a un piano d'azione per la mobilità militare nel 2018. Il piano d'azione mira a fornire un quadro coerente per i programmi, i progetti, le iniziative e le attività in corso e futuri. Ciò consentirà un approccio dell'UE più coordinato, rafforzando la solidarietà tra gli Stati membri e migliorando il valore aggiunto dell'UE.

## Scopo
Il progetto PESCO sulla mobilità militare si ispira allo spazio Schengen, ma affronta sfide molto diverse. Ruota attorno a due aree principali d'intervento: la prima è l'eliminazione delle barriere burocratiche come il controllo dei passaporti e l'obbligo di preavviso. Mentre in caso di emergenza la NATO può spostare le truppe più velocemente, in tempo di pace è necessario un preavviso per molti movimenti (ad esempio, il movimento delle truppe statunitensi dalla Polonia alla Germania richiede un preavviso di 5 giorni).
La seconda area d'intervento è il sistema delle infrastrutture: ci sono strade e ponti che non possono sopportare il peso di attrezzature pesanti, tunnel troppo piccoli e piste di atterraggio che non possono ospitare aerei di grandi dimensioni.

Sul sito web ufficiale della PESCO lo scopo del progetto è descritto come segue:
"Questo progetto sostiene l'impegno degli Stati membri a semplificare e standardizzare le procedure di trasporto militare transfrontaliero in linea con le conclusioni del Consiglio del 25 giugno 2018. Mira a consentire la libera circolazione del personale e dei mezzi militari all'interno dei confini dell'UE. Ciò comporta l'evitare lunghe procedure burocratiche per spostarsi attraverso o sopra gli Stati membri dell'UE, sia per ferrovia, strada, aria o mare. Le questioni su cui è attualmente incentrato il progetto sono la condivisione delle migliori pratiche, l'attuazione dei risultati delle conclusioni del Consiglio Affari esteri e Difesa del 25 giugno 2018 e la comunicazione strategica."

## Partecipanti
Paesi partecipanti
     Paesi osservatori
     Paesi terzi (extra-UE) partecipanti

Paesi partecipanti
Paesi osservatori
Paesi terzi (extra-UE) partecipanti

A partire dal lancio della PESCO nel dicembre 2017, il progetto della mobilità militare è l'unico a contare quasi tutti gli stati aderenti alla PESCO come partecipanti (solo la Francia è stata inizialmente solo osservatrice). Il progetto era coordinato da Germania e Paesi Bassi. Al momento del lancio del progetto alla Cooperazione strutturata permanente partecipavano tutti gli stati membri dell'Unione europea meno Danimarca e Malta.
Dal novembre 2020 i paesi terzi possono partecipare a singoli progetti PESCO. Canada, Norvegia e Stati Uniti d'America hanno chiesto di partecipare al progetto per migliorare la mobilità militare in Europa. Il 6 maggio 2021 l'UE ha autorizzato i tre paesi a partecipare al progetto della mobilità militare. Il Regno Unito ha presentato domanda di adesione al progetto nel luglio 2022, con l'UE che ha concesso il permesso a partecipare il 15 novembre 2022.
Anche la Turchia ha chiesto di aderire al progetto. L'Austria si è però opposta alla richiesta turca, con il ministro della Difesa austriaco che ha sostenuto che la Turchia "non soddisfa i requisiti di ammissione per i paesi terzi". Nel giugno 2022 Finlandia e Svezia hanno firmato un accordo trilaterale con la Turchia durante il vertice NATO di Madrid del 2022 secondo il quale i due paesi dovrebbero sostenere l'inclusione della Turchia nella mobilità militare come parte di un accordo più ampio che consentirebbe a Finlandia e Svezia di aderire all'Alleanza atlantica.
Partecipanti
- Paesi Bassi - Coordinatore
- Austria
- Belgio
- Bulgaria
- Rep. Ceca
- Cipro
- Croazia
- Estonia
- Finlandia
- Francia
- Germania
- Grecia
- Irlanda
- Italia
- Lettonia
- Lituania
- Lussemburgo
- Polonia
- Portogallo
- Romania
- Slovacchia
- Slovenia
- Spagna
- Svezia
- Ungheria

Partecipanti non UE
- Canada[11]
- Norvegia[12]
- Regno Unito[13][14]
- Stati Uniti[15]

## Piani nazionali sulla mobilità militare e sviluppi successivi
Nel piano d'azione dell'UE sulla mobilità militare, uno dei principali risultati per le nazioni partecipanti è "sviluppare piani nazionali per la mobilità militare, impegnarsi in esercitazioni pratiche di mobilità e stabilire una rete di punti di contatto entro la fine del 2019".
In qualità di coordinatore del progetto PESCO sulla mobilità militare, i Paesi Bassi hanno adottato il loro piano nazionale sulla mobilità militare Archiviato il 24 giugno 2021 in Internet Archive. nel gennaio 2021, riaffermando la posizione dei Paesi Bassi come porta d'ingresso da/per l'Europa e il suo ruolo di primo piano come nazione di transito ai fini del sostegno della nazione ospitante. È interessante leggere che in un piano nazionale sulla mobilità militare relativo alla Cooperazione strutturata permanente dell'Unione europea due degli obiettivi strategici individuati sono correlati alla NATO: "sostenere attivamente l'abilitazione dell'area di responsabilità del Comando supremo alleato in Europa" e "sostenere gli impegni della NATO".
Un primo passo concreto per la realizzazione del progetto è stato fatto il 31 gennaio 2024, quando Paesi Bassi, Germania e Polonia hanno avviato la realizzazione di un corridoio militare destinato a facilitare la mobilità delle truppe tra Europa occidentale e orientale. Questa iniziativa ha suscitato nuove prese di posizione preoccupate da parte della Federazione Russa, in particolare attraverso una dichiarazione del portavoce Dmitrij Peskov.